# Monhystera bothriolaima
Monhystera bothriolaima is een rondwormensoort uit de familie van de Monhysteridae.